# 张铁民 (1920年)
张铁民（1920年—1985年），又名培铭，男，山西吉县人，中华人民共和国政治人物，曾任西安市人民政府市长、中共西安市委书记，陕西省人大常委会副主任。